# Patrick Gill
Patrick Gill é um físico britânico.
Gill obteve um doutorado na Universidade de Oxford e foi então em 1975 para o National Physical Laboratory. Um de seus tópicos de pesquisa é o desenvolvimento de ion traps com fins de padrão de frequências ópticas. Estes tem o potencial de definir de nova maneira a unidade fundamental do tempo no Sistema Internacional de Unidades segundo
Foi professor visitante em Oxford e no Imperial College London.

## Condecorações
- 2008 Medalha e Prêmio Young
- 2020 Medalha Rumford[1]